# Gochnatia microcephala
Gochnatia microcephala là một loài thực vật có hoa trong họ Cúc. Loài này được (Griseb.) Jervis & Alain mô tả khoa học đầu tiên năm 1960.